# Castillo de Suze-la-Rousse

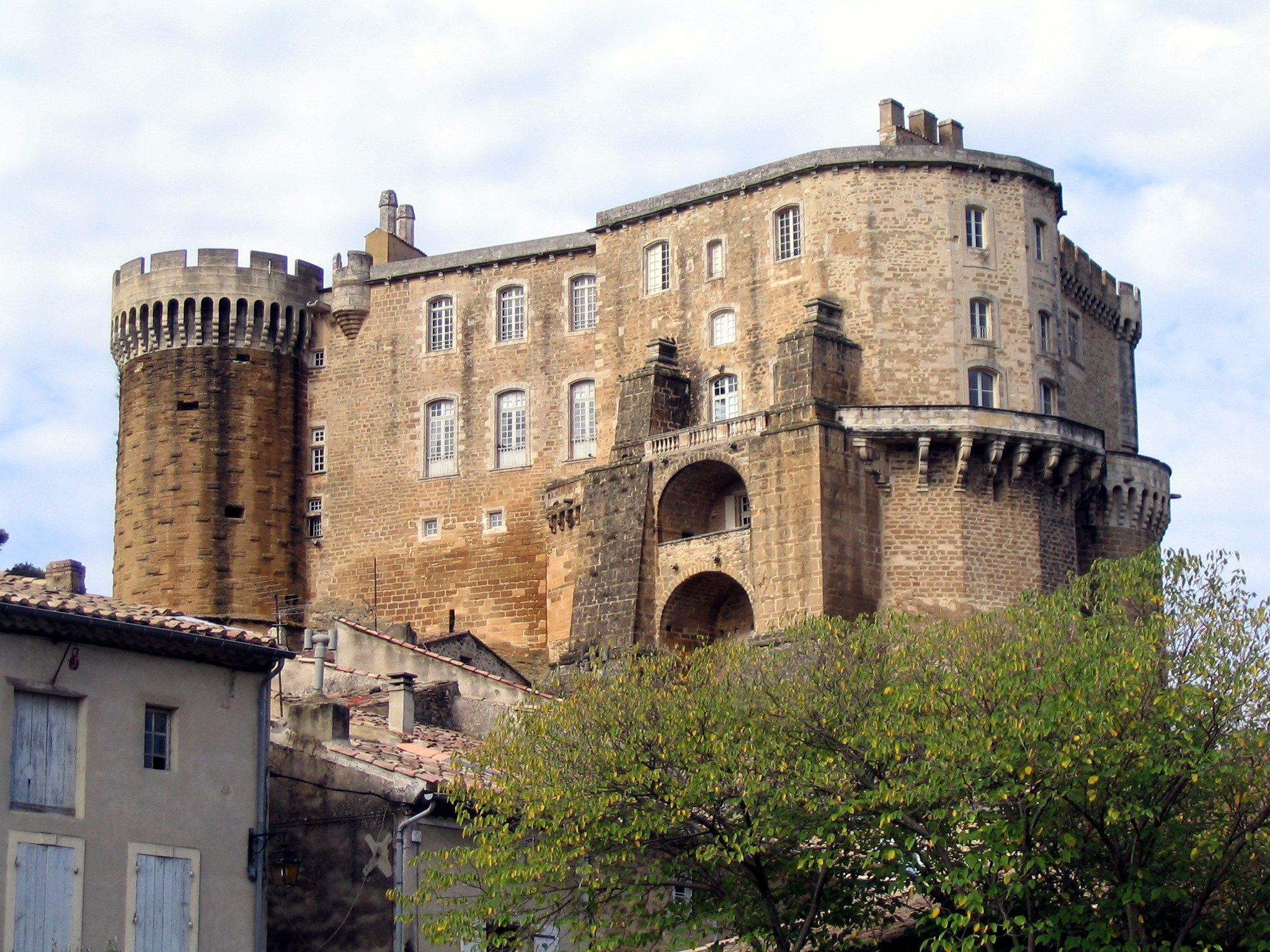
Castillo de Suze-la-Rousse.

El castillo de Suze-la-Rousse es un edificio histórico clasificado como monumento histórico (desde 1964) que mezcla partes de fortaleza feudal del siglo XI y residencia señorial renacentista. Se encuentra en la localidad francesa de Suze-la-Rousse dentro del departamento de la Drôme.
Desde 1978 la segunda planta del castillo y las antiguas caballerizas son la sede de la Universidad del Vino. Una entidad privada dedicada a la enseñanza y estudio de la enología (cabe recordar que Suze-la-Rousse está en plena región vinícola de Côtes du Rhône).

## Historia

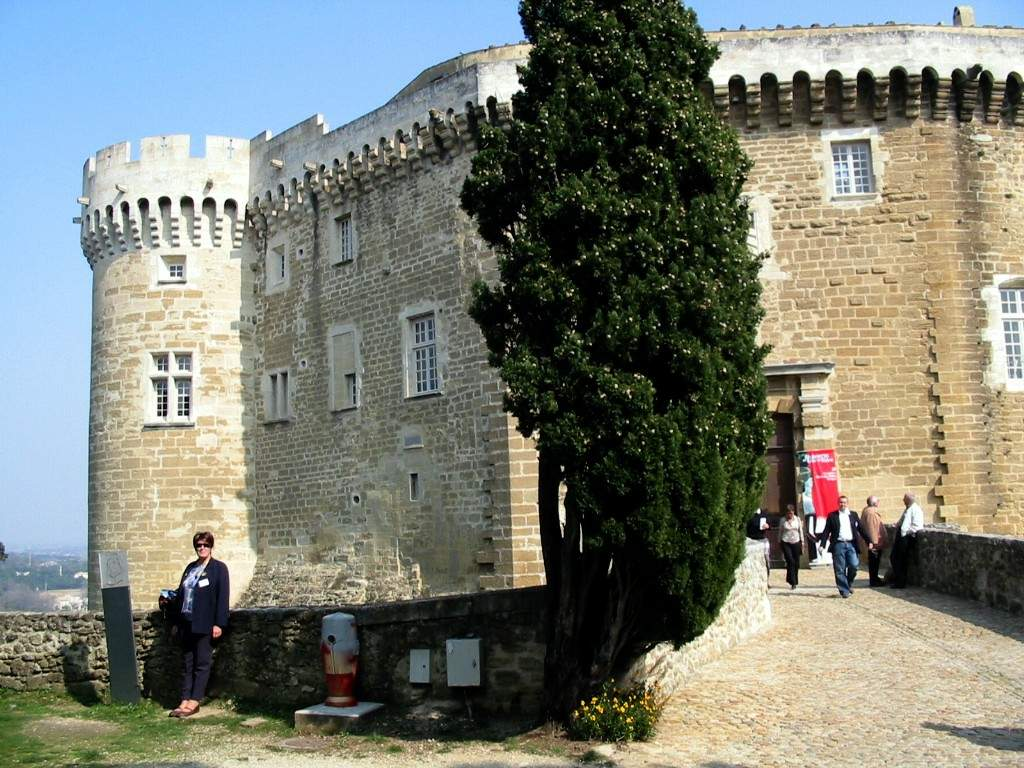
Entrada al castillo.

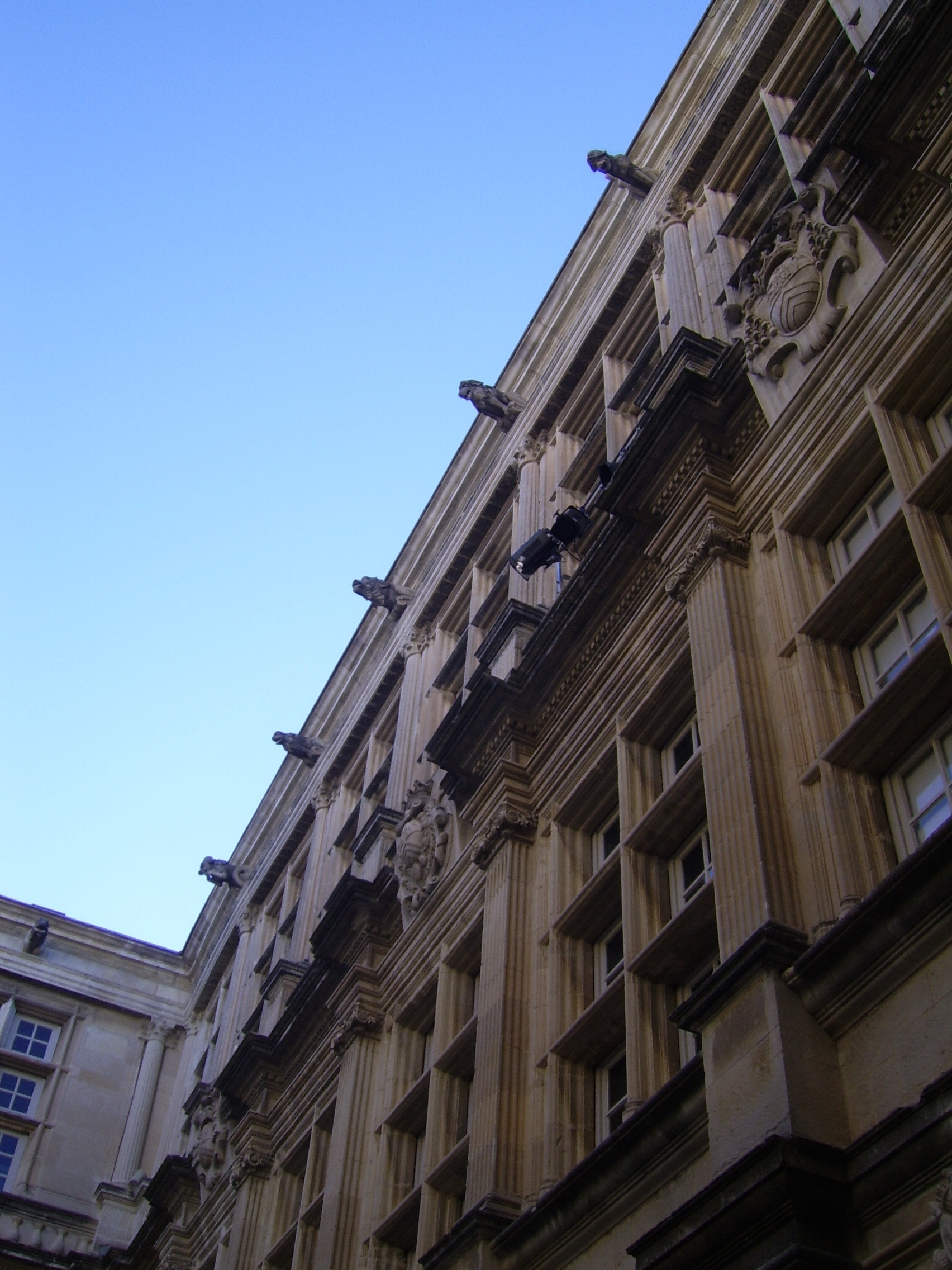
Patio de armas.

El emplazamiento albergó originalmente un castro romano. En 793 el emperador Carlomagno entrega la tierra de Orange (de la que depende Suze-la-Rousse) a su primo Guillermo I el Santo como premio por la liberación del territorio. En ese momento se convierte en albergue de caza.
Los príncipes de Orange se suceden hasta que en 1173 Tiburge I d'Orange contrae matrimonio con Bertrand I des Bauxy que ordena la construcción de un castillo-fortaleza semi-incrustado en la colina que domina Suze. Dotándolo en su momento de murallas con almenas, foso, puente levadizo y en su interior un pozo y una capilla.
A partir de 1426 el castillo pasa a manos de la familia de La Baume-Suze que realiza la mayor parte de las reformas destinadas a cambiar su aspecto militar por otro más cortesano. Así se levanta en 1551 el patio de armas de estilo renacentista y en 1564 con motivo de la visita de la reina regente Catalina de Médici y su hijo el futuro Carlos IX un jeu de paume. Las obras se suceden hasta el siglo XVIII siendo severamente saqueado el castillo durante la Revolución francesa.
En 1797 la propiedad pasa a la familia Iznards-Suze que lo restaura en 1885. En 1958 la última heredera de los Iznards, la baronesa Germaine de White, lo dona a su muerte a la asociación benéfica Orphelins Apprentis d’Auteuil quien lo venderá al Consejo General del Drôme en 1965.